# Pleasanton (Iowa)
Pour les articles homonymes, voir Pleasanton.
Pleasanton est une ville du comté de Decatur, en Iowa, aux États-Unis. Elle est incorporée le 21 février 1884. 

## Source de la traduction
- (en) Cet article est partiellement ou en totalité issu de l’article de Wikipédia en anglais intitulé « Pleasanton, Iowa » (voir la liste des auteurs).